# Rovná (Petrovice u Sušice)
Rovná je malá vesnice, část obce Petrovice u Sušice v okrese Klatovy v Plzeňském kraji. Nachází se asi 3,5 kilometru západně od Petrovic u Sušice. Je zde evidováno 10 adres. V roce 2011 zde trvale žilo 22 obyvatel.
Rovná leží v katastrálním území Rovná u Sušice o rozloze 2,05 km².

## Historie
První písemná zmínka o vesnici pochází z roku 1555.

## Obyvatelstvo
| Rok            | 1869 | 1880 | 1890 | 1900 | 1910 | 1921 | 1930 | 1950 | 1961 | 1970 | 1980 | 1991 | 2001 | 2011 | 2021 |
| -------------- | ---- | ---- | ---- | ---- | ---- | ---- | ---- | ---- | ---- | ---- | ---- | ---- | ---- | ---- | ---- |
| Počet obyvatel | 94   | 92   | 92   | 75   | 80   | 75   | 50   | 41   | 37   | 33   | 26   | 19   | 20   | 22   | 18   |
| Počet domů     | 12   | 11   | 11   | 11   | 11   | 10   | 11   | 12   | 12   | 8    | 7    | 9    | 8    | 8    | 8    |

## Pamětihodnosti
- Venkovská usedlost čp. 3